# Odette International
Die Odette International Ltd. ist eine Non-Profit-Organisation mehrerer nationaler Automobilverbände und -vereinigungen mit Sitz in London. Sie setzt sich für Standards in den Bereichen Logistik, EDI und Partner Relationships Management ein.
Odette wurde in den 1980er Jahren als Projekt ins Leben gerufen und im Jahr 2001 durch Gründung der Odette International Ltd. mit einer eigenen Rechtspersönlichkeit versehen. Derzeit beschäftigt Odette neben dem Geschäftsführer zwei weitere Mitarbeiter, die die laufenden Projekte koordinieren und die jährliche Odette-Conference organisieren.
Jeder der sechs stimmberechtigten nationalen Mitgliedsverbände verfügt über eine Stimme, unabhängig davon, welchen Anteil der Europäischen Automobilhersteller oder -zulieferer der jeweilige Mitgliedsverband vertritt. Jede Mitgliedsfirma erhält von Odette einen so genannten Odette-Organisationscode, der ein wesentlicher Bestandteil der EDI-Nachrichten sind. In Deutschland und Österreich werden diese gemeinsam vom VDA in Deutschland verwaltet.
Der Name ODETTE stand ursprünglich für Organisation for Data Exchange by Tele Transmission in Europe wobei die ausgeschriebene Form aufgrund veränderter Aufgabenschwerpunkte offiziell nicht mehr verwendet wird.
Im Bereich der Logistik sind die standardisierten Warenanhänger bei Warenlieferungen zu den Produktionsstätten der Automobilhersteller zu erwähnen. Die Warenanhänger sind Aufkleber, auf denen alle relevanten Daten sowohl als Strichcode als auch in Klarschrift aufgedruckt werden.
Im EDI-Bereich war Odette eine der ersten Organisationen, die einen durchgehenden Datenfluss zwischen Automobilherstellern und Zulieferern standardisierte. Erst in den letzten Jahren wird dies durch EDIFACT abgelöst. Die internationale Standardisierung von EDI-Nachrichten im Bereich CAD und CAM findet nicht innerhalb von Odette, sondern über die SASIG (Strategic Automotive product data Standards Industry Group) statt.